# Владимир Андрић
Владимир Андрић (Обреновац, 25. октобар 1944 — Београд, 16. фебруар 2021) био је српски писац, драматург, редитељ и дугогодишњи уредник Дечјег и школског програма Радио-телевизије Београд. Аутор је телевизијских серијала за децу Лаку ноћ, децо и Пустолов, шест позоришних драма, двадесетак радио-драма и више филмских сценарија. Режирао је прву верзију филма Шешир професора Косте Вујића. Добитник је бројних награда за своја књижевна дела (награда Политикиног забавника, Змајевих дечјих игара, Невен, Златни кључић, и других.) Живео је и радио у Обреновцу.

## Биографија
Основну школу је завршио у Обреновцу, а гимназију у Ваљеву. Дипломирао је филмску режију на Факултету драмских уметности у Београду, у класи професора Хуга Клајна. Од 1968. је радио у редакцији Дечјег програма Радио-телевизије Београд.
Још као гимназијалац је објављивао песме у ваљевским новинама Напред, београдском Студенту и шабачком часопису Уствари. Песме и приповетке је најчешће објављивао у часописима Мали Невен, Невен, Mons Aureus, Детињство, Улазница и Политика. Објавио је тринаест књига поезије и прозе, од којих су неке доживеле и више издања, а најпознатије су: Дај ми крила један круг, Вечерњи слон, Срце на зиду, Замало да ме попију мачке, Напред плави смеђи и црни, Пустолов и Кроз гудуре Обреновца.
Написао је двадесетак радио-драма. Најпознатије су: Велико лето, Кућа са верандом, Свеска над свескама, Змај Огњен, Има ли брдских слонова.

## Награде
- Књижевна награда Политикиног Забавника
- Награда Змајевих дечјих игара
- Књижевна награда Невен
- Награда Златни кључић

## Дела
- Свеска над свескама, 1975.
- Новогодишњи поклони, 1975.
- Напред плави смеђи и црни, 1981.
- Вечерњи слон, 1987.
- Срце на зиду, 1988.
- Писма из першуна, 1997.
- Две обале, 1997.
- Пустолов, 2001.
- Кроз гудуре Обреновца, 2004.
- Дај ми крила један круг, 2006.
- Замало да ме попију мачке, 2006.
- Берба ушију, 2007.
- Читај ветру омиљене књиге, 2010.
- Пустоловне приче, 2012.
- Лале Рашин усред света, 2012.
- Вечерњи слон, 2014.
- Четири патуљка, 2018.
- Савршен дармар : пробране приче, песме и нешто између, 2019.

## Галерија
- Дан са Владимиром Андрићем, 26. мај 2021. код Дечијег културног центра и РТС-а, изложба и програм